# Heroes for Sale
Heroes for Sale is een Amerikaanse dramafilm uit 1933 onder regie van William A. Wellman. Destijds werd de film in Nederland uitgebracht onder de titel Heldenlevens te koop.

## Verhaal
Tom is een veteraan uit de Eerste Wereldoorlog, die verslaafd is geworden aan morfine in het ziekenhuis. Tijdens de Grote Depressie zoekt hij tevergeefs naar werk. Tom maakt uiteindelijk kennis met de zakenman Max, die een revolutionaire wasmachine heeft uitgevonden. Hij wordt de compagnon van Max en trouwt met de mooie Ruth. Later tracht Tom een staking te breken, die wordt georganiseerd door socialistische werknemers.

## Rolverdeling
| Acteur              | Personage            |
| ------------------- | -------------------- |
| Richard Barthelmess | Tom                  |
| Aline MacMahon      | Mary                 |
| Loretta Young       | Ruth                 |
| Gordon Westcott     | Roger                |
| Robert Barrat       | Max                  |
| Berton Churchill    | Mijnheer Winston     |
| Grant Mitchell      | George Gibson        |
| Charley Grapewin    | Pa Dennis            |
| Robert McWade       | Dr. Briggs           |
| G. Pat Collins      | Stakingsleider       |
| James Murray        | Blinde soldaat       |
| Edwin Maxwell       | Baas van de wasserij |
| Margaret Seddon     | Jeanette Holmes      |
| Arthur Vinton       | Kapitein Joyce       |
| Robert Elliott      | Politieagent         |